# Kemper
Kemper (francès Quimper) és una ciutat de França, a la regió de Bretanya, capital del departament de Finisterre i del broiù de Bro Kernev. L'any 2006 tenia 64.902 habitants. Limita al nord amb Plogonnec, al sud amb Gouesnac'h, a l'est amb Briec, Ergué-Gabéric i Saint-Évarzec i a l'oest amb Plonéis, Pluguffan i Plomelin.

## Llengua bretona
El 6 de febrer de 2008 el consell municipal va aprovar la carta Ya d'ar brezhoneg. A l'inici del curs 2007 el 4,7% dels alumnes del municipi eren matriculats a la primària bilingüe.

## Història
Era l'antiga Civitas Carisopitum dels gal·loromans, i fou annexada al Ducat de Bretanya el 1066.

## Demografia
| Evolució de la població Cassini |       |        |        |        |        |        |        |        |
| 1793                            | 1800  | 1806   | 1821   | 1831   | 1836   | 1841   | 1846   | 1851   |
| -                               | 9 915 | 10 605 | 13 058 | 14 071 | 14 268 | 14 812 | 15 741 | 15 699 |

| 1856   | 1861   | 1866   | 1872   | 1876   | 1881   | 1886   | 1891   | 1896   |
| ------ | ------ | ------ | ------ | ------ | ------ | ------ | ------ | ------ |
| 16 275 | 16 637 | 18 518 | 19 299 | 20 264 | 22 328 | 24 626 | 25 373 | 26 580 |

| 1901   | 1906   | 1911   | 1921   | 1926   | 1931   | 1936   | 1946   | 1954   |
| ------ | ------ | ------ | ------ | ------ | ------ | ------ | ------ | ------ |
| 27 666 | 28 172 | 28 610 | 28 127 | 30 931 | 32 173 | 35 873 | 40 345 | 41 243 |

| 1962   | 1968   | 1975   | 1982   | 1990   | 1999   | 2006 | 2011 | 2016 |
| ------ | ------ | ------ | ------ | ------ | ------ | ---- | ---- | ---- |
| 45 989 | 52 496 | 55 977 | 56 907 | 59 437 | 63 238 | -    | -    | -    |

| 2019 | - | - | - | - | - | - | - | - |
| ---- | - | - | - | - | - | - | - | - |
| -    | - | - | - | - | - | - | - | - |

## Administració
| Període   | Identitat        | Partit |
| --------- | ---------------- | ------ |
| 1960-1967 | Yves Thépot      | SFIO   |
| 1967-1975 | Léon Goraguer    | SFIO   |
| 1975-1977 | Jean Lemeunier   | PS     |
| 1977-1989 | Marc Bécam       | RPR    |
| 1989-2001 | Bernard Poignant | PS     |
| 2001-2008 | Alain Gérard     | UMP    |
| 2008-     | Bernard Poignant | PS     |

## Nadius famosos
- Élie Catherine Fréron (1719-1776), crític
- René Laënnec (1781-1826), metge inventor de l'estetoscopi
- Max Jacob (1876-1944), poeta i escriptor
- Laurent Pichon (1986), ciclista
- Philippe Poupon, mariner
- Dan Ar Baz, compositor en bretó
- Amador París, músic i propulsor del sistema Galin
- Émile Lemoine (1840-1912), matemàtic i enginyer